# Eber-Lippfisch
Der Eber-Lippfisch (Lachnolaimus maximus) ist eine Fischart, die zu den Barschverwandten gehört. Er lebt im westlichen tropischen und subtropischen Atlantik von North Carolina, über die Karibik, den Golf von Mexiko, die Bermudas bis an die Küste Brasiliens. Er wird als Speisefisch gefangen.

## Merkmale

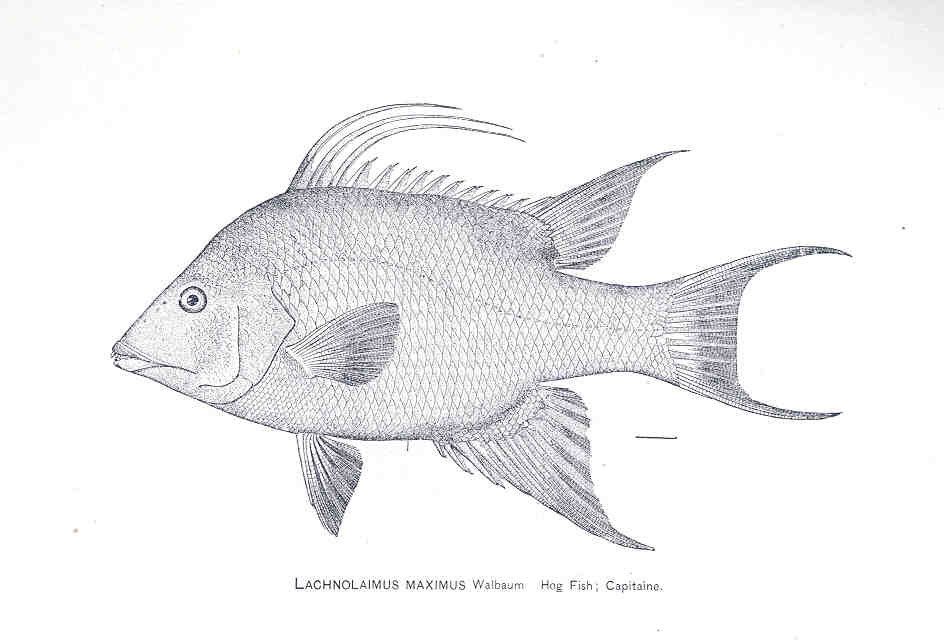
Lachnolaimus Maximus, auch „Capitaine“ genannt

Der Eber-Lippfisch (hogfish) ist durch sein konkaves Kopfprofil unverwechselbar und ist auch der einzige große Lippfisch mit drei verlängerten ersten Rückenflossenstrahlen. Seine Rückenflosse hat insgesamt 14 Hartstrahlen und elf Weichstrahlen, die Afterflosse drei harte und zehn weiche Flossenstrahlen. Der Körper des Eber-Lippfischs ist hochrückig und meist von brauner bis rotbrauner Grundfarbe. Es gibt auch gelbe und hellbraune Individuen. Die obere Kopfregion vom Oberkiefer bis zum Ansatz der Rückenflosse ist oft dunkler gefärbt. Am Ende der Rückenflossenbasis hat er meist einen dunklen Augenfleck. Die Fische werden bis zu 90 Zentimeter lang und bis zu 10 Kilogramm schwer. Sie sind dann 11 Jahre alt.

## Verhalten
Eber-Lippfische halten sich bevorzugt auf Freiflächen mit Gorgonienbewuchs in Lagunen und zwischen Fels- und Korallenriffen auf. Sie suchen im Sandboden nach ihrer aus hartschaligen Wirbellosen wie Weichtieren, Seeigeln und Krebsen bestehenden Nahrung.